# اویگن میتووخ
اویگن میتووخ (به آلمانی: Eugen Mittwoch) ‏(۱۸۷۶-۱۹۴۲) خاورشناس آلمانی و استاد زبان‌های سامی در دانشگاه برلین.
در زبان‌های حمیری و جنوب عربستان تخصص داشت.
کتاب‌های طرز تکلم حبشی (۱۹۲۶)، مطالعات حبشی، کتیبه‌های حمیری موزهٔ دولتی برلین (۱۹۳۲)، و کتیبه‌های قدیم جنوب جزیره‌العرب (۱۹۳۳) از تألیفات اوست.
علاوه بر چاپ مجدد تاریخ سنی ملوک الارض والانبیا تألیف حمزهٔ اصفهانی، کتابی در باب حمزهٔ اصفهانی و تألیفات او به زبان آلمانی منتشر کرد.